# 汝拉省
汝拉省（法語發音：[ʒyʁa] ⓘ）是法國勃艮第-弗朗什-孔泰大区所轄的省份，東鄰瑞士。該省編號為39。因地处汝拉山脉而得名。

## 地理
汝拉省是勃艮第-弗朗什-孔泰地区的一部分。它与杜省、上索恩省、科多尔省、索恩-卢瓦尔省和安省以及沃州（瑞士）接壤。

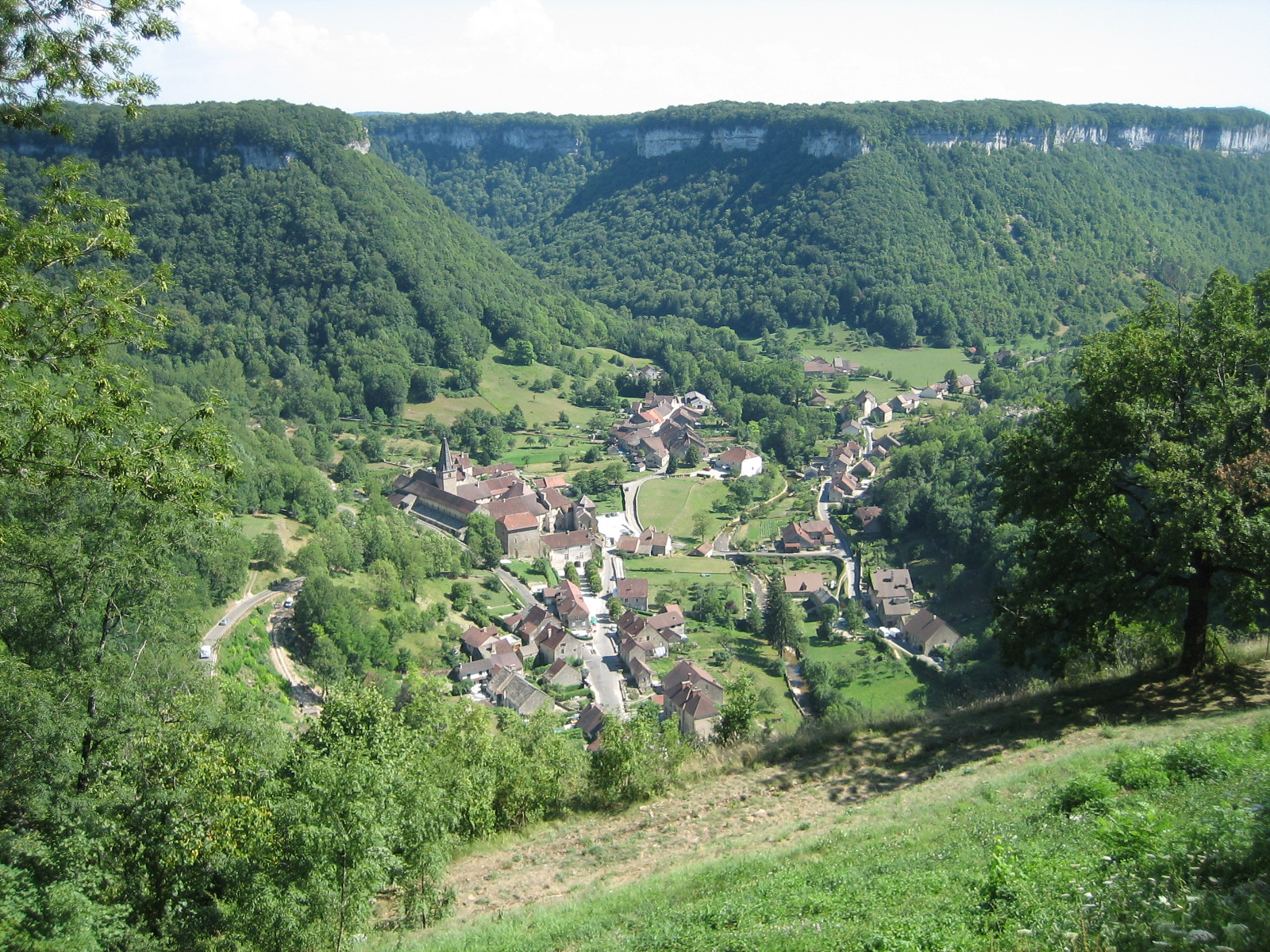
位于中部的博姆莱梅雪

广阔的平原（布雷斯汝拉，海拔接近200-300米）沿着勃艮第边界延伸至阿尔布瓦、萨兰莱班、波利尼和隆斯勒索涅等城镇；它是法国最大的森林之一，被称为“肖森林”，还有一条主要河流“杜河”及其支流“卢河”。两个偏远地区很有趣：阿尔布瓦附近莱普朗什和博姆莱梅雪。这是一个池塘丰富的地区。
第一个高原（隆斯勒索涅高原）和第二个高原（尚帕尼奥勒高原）由厄特山丘隔开，可达到400至700米的平均海拔，主要是农村地区，但尚帕尼奥勒小镇除外。这是一个自然王国，有草地、森林、湖泊（沙兰湖-纳尔莱湖-伊莱湖-马克吕湖-韦尔努瓦湖……）和溪流（埃利松瀑布、安河……）
上汝拉地区达到最高海拔1500米，平均海拔1000/1100米；这里的景观是山地，有许多松柏目、莱鲁斯及其湖泊、莫雷镇（法国眼镜厂所在地，拥有国家学校）和圣克洛德（玩具、烟斗和钻石行业的重要部门）。该部门的最高点是位于马萨克尔森林中的克雷佩拉，其顶部位于拉穆拉和拉茹之间的边界。

## 旅游资源
该地的山有丰富的滑雪等其他冬季运动的资源

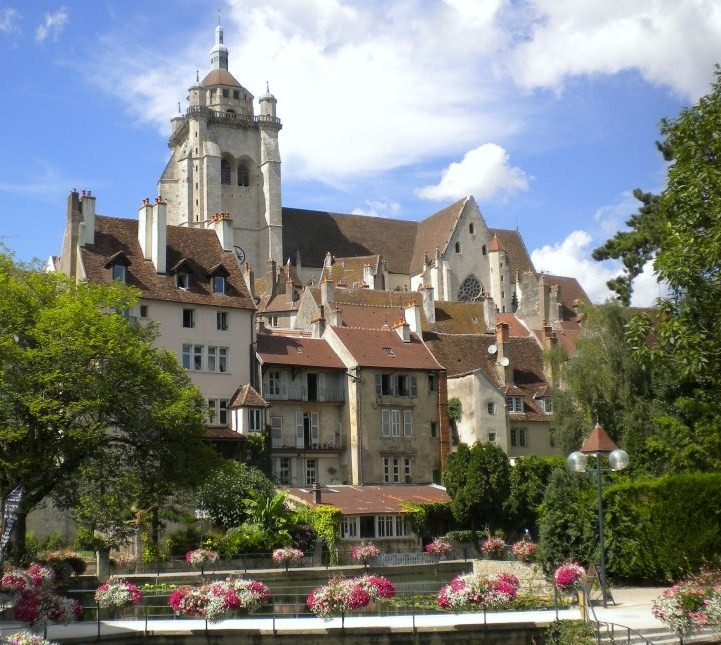
多勒
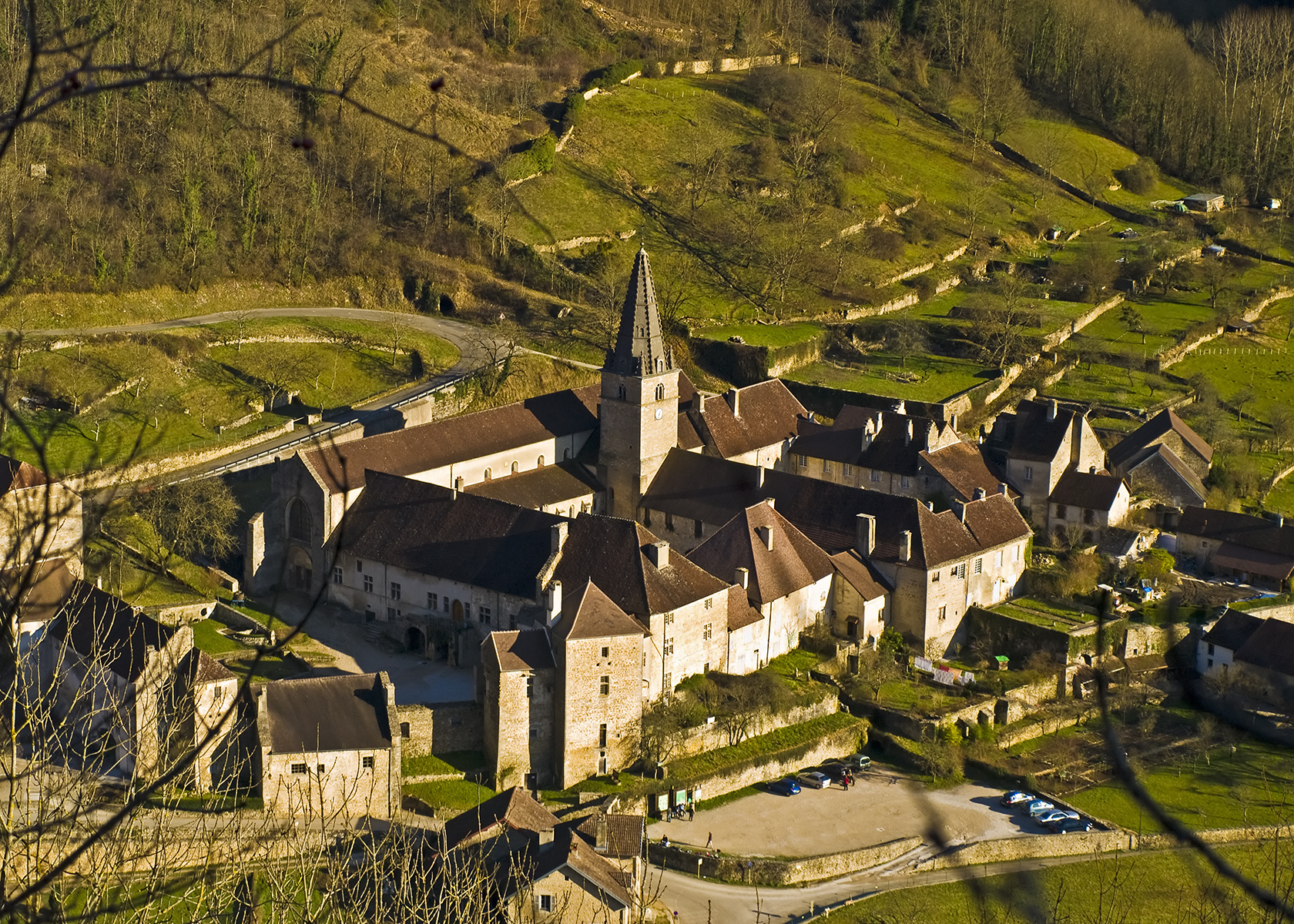
博姆修道院
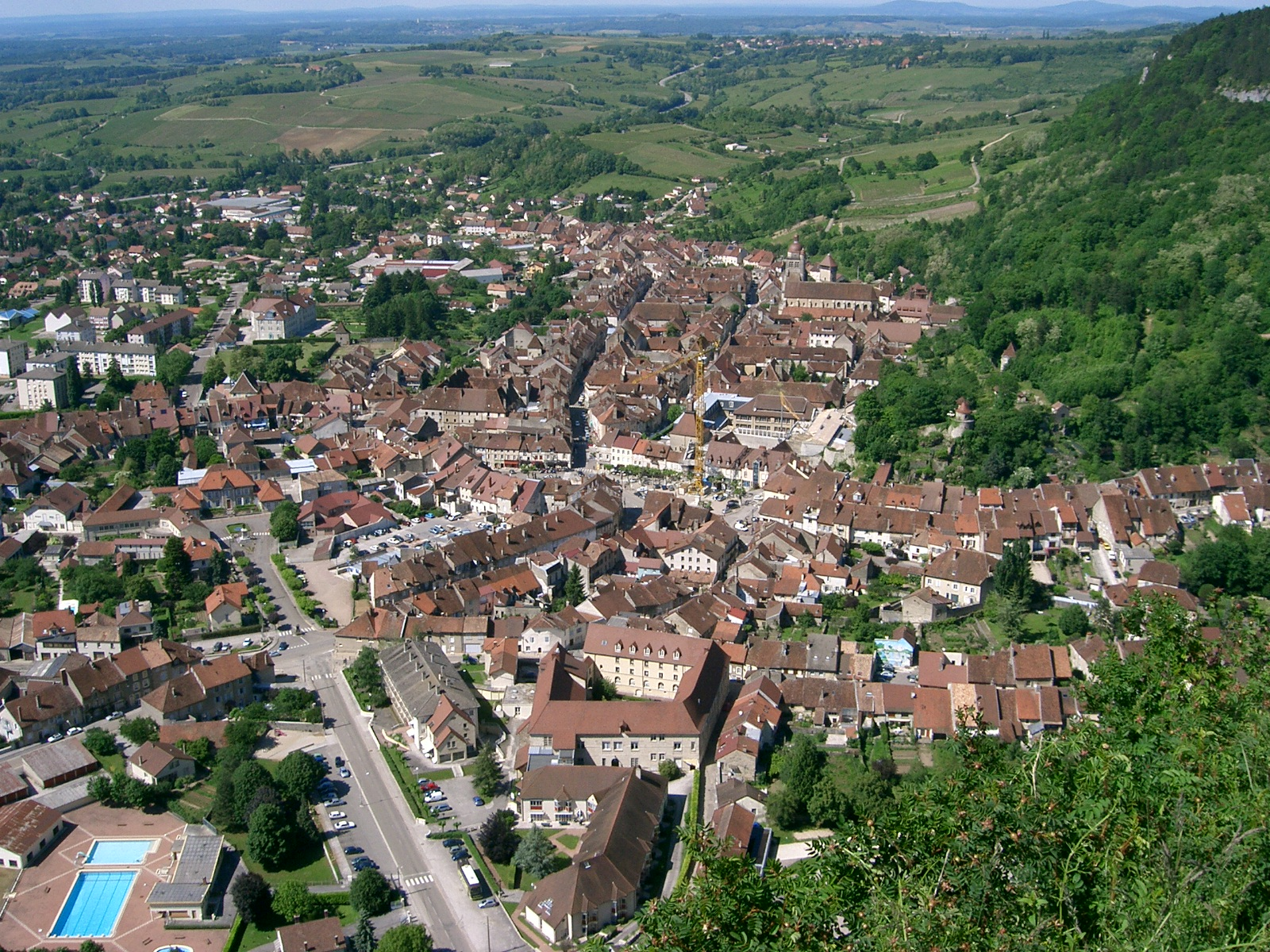
波利尼
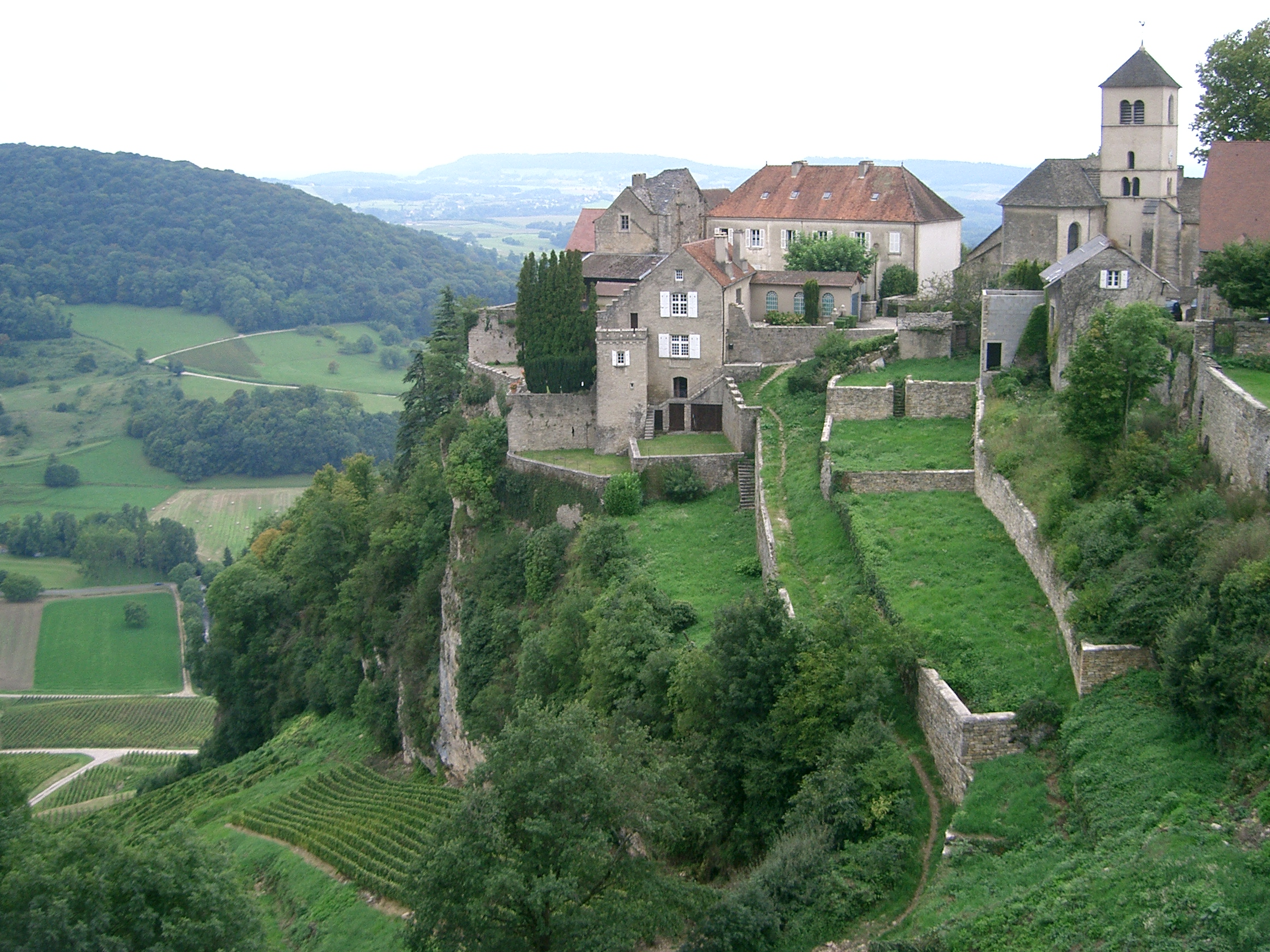
沙隆堡城堡
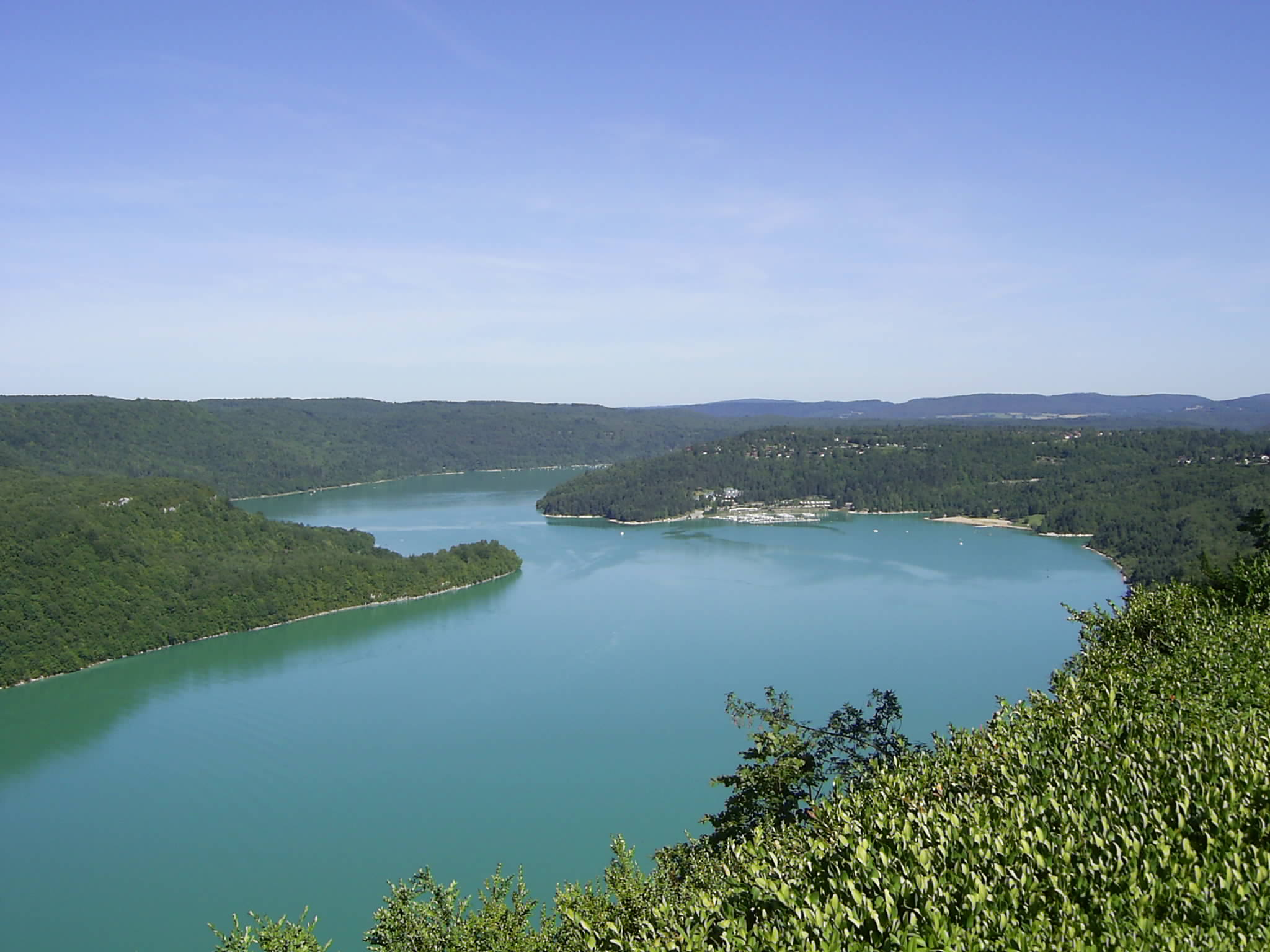
武格朗湖